# 顿涅茨克区
顿涅茨克区（羅馬化：Donetskyi raion）是乌克兰顿涅茨克州一个计划成立的区，在2020年7月乌克兰行政区划改革中宣布成立。该区的行政中心为顿涅茨克，面积为2,895.1平方公里，人口数量为1,490,301人（2021年估计）。
该区的领土被俄罗斯占领，俄占当局可能继续使用2020年之前原有的行政区划，无此区建制。

## 行政區劃
頓涅茨克區下分為6個市鎮：
- 阿姆夫羅西伊夫卡市鎮 (市級，行政中心：阿姆夫羅西伊夫卡)
- 頓涅茨克市鎮 (市級，行政中心：頓涅茨克)
- 伊洛瓦伊斯克市鎮 (市級，行政中心：伊洛瓦伊斯克)
- 马基伊夫卡市镇 (市級，行政中心：马基伊夫卡)
- 哈爾齊茲克市鎮 (市級，行政中心：哈爾齊茲克)
- 亞西努瓦塔市鎮 (市級，行政中心：亞西努瓦塔)